# Pseudotropheus
Pseudotropheuslà một chi cá trong Họ Cá hoàng đế được tìm thấy ở Hồ Malawi thuộc Đông Phi. Nhiều loài trong chi này là các loài cá cảnh có giá trị.

## Các loài
Hiện hành có 25 loài được ghi nhận trong chi này
- Pseudotropheus ater Stauffer, 1988
- Pseudotropheus crabro (Ribbink & D. S. C. Lewis, 1982)
- Pseudotropheus cyaneus Stauffer, 1988 (Cyan hap)
- Pseudotropheus demasoni Konings, 1994
- Pseudotropheus elongatus Fryer, 1956 (Elongate Mbuna)
- Pseudotropheus fainzilberi Staeck, 1976
- Pseudotropheus flavus Stauffer, 1988
- Pseudotropheus fuscoides Fryer, 1956
- Pseudotropheus fuscus Trewavas, 1935
- Pseudotropheus galanos Stauffer & Kellogg, 2002
- Pseudotropheus longior Seegers, 1996
- Pseudotropheus minutus Fryer, 1956
- Pseudotropheus perspicax (Trewavas, 1935)
- Pseudotropheus purpuratus D. S. Johnson, 1976
- Pseudotropheus saulosi Konings, 1990
- Pseudotropheus socolofi D. S. Johnson, 1974 (Pindani)
- Pseudotropheus tursiops W. E. Burgess & H. R. Axelrod, 1975
- Pseudotropheus williamsi (Günther, 1894) (Red top williamsi)